# Katholieke brieven
Met de katholieke brieven of algemene (zend)brieven worden zeven boekjes uit het Nieuwe Testament aangeduid, die de vorm van een brief hebben.
Het betreft:
| Traditionele briefnaam    | Auteur volgens tekst (NBV)                               | Traditionele toeschrijving | Moderne consensus:3:10         | Geadresseerden volgens tekst (NBV)                                      |
| ------------------------- | -------------------------------------------------------- | -------------------------- | ------------------------------ | ----------------------------------------------------------------------- |
| Brief van Jakobus         | "Jakobus, dienaar van Jezus Christus"                    | Jakobus de Rechtvaardige   | Een onbekende Jakobus          | "Aan de twaalf stammen in de diaspora"                                  |
| Eerste brief van Petrus   | "Petrus, apostel van Jezus Christus"                     | Petrus                     | Misschien Petrus               | Aan de 'uitverkorenen' in Pontus, Galatië, Kappadocië, Asia en Bithynië |
| Tweede brief van Petrus   | "Simeon Petrus, dienaar en apostel van Jezus Christus"   | Petrus                     | Niet Petrus                    | Aan alle christenen                                                     |
| Eerste brief van Johannes | anoniem                                                  | Johannes de apostel        | Onbekend                       | "Kinderen"                                                              |
| Tweede brief van Johannes | anoniem                                                  | Johannes de apostel        | Mogelijk Johannes de Presbyter | "Aan de uitverkoren vrouw en haar kinderen"                             |
| Derde brief van Johannes  | anoniem                                                  | Johannes de apostel        | Mogelijk Johannes de Presbyter | "Aan mijn geliefde broeder Gajus"                                       |
| Brief van Judas           | "Judas, dienaar van Jezus Christus en broer van Jakobus" | Judas Taddeüs              | Een onbekende Judas            | Aan alle christenen                                                     |

## Benaming
Het woord katholiek in de term katholieke brieven is sinds de 4e eeuw gangbaar. Destijds betekende dat woord nog 'algemeen' en was niet specifiek verbonden met bijvoorbeeld wat later de Rooms-Katholieke Kerk zou gaan heten. Om toch de indruk te vermijden dat deze brieven alleen in het katholicisme worden erkend, worden daarom ook de alternatieve termen 'algemene brieven' of 'algemene zendbrieven' gebruikt. Waarschijnlijk duidde het woord katholiek erop dat brieven tot de algemene kerk waren gericht en niet tot bepaalde, afzonderlijke gemeenten. Daartegen pleit dat dit minder goed van toepassing is op 2 en 3 Johannes. Sommige historici denken daarom dat de benaming aanvankelijk op 1 Johannes werd toegepast en pas later werd uitgebreid tot alle niet-Paulijnse brieven.

## Auteurschap
Drie van de zeven brieven zijn anoniem. Deze drie zijn traditioneel toegeschreven aan Johannes, een van de twaalf apostelen van Jezus, ook al beweren de brieven dat zelf niet. Moderne onderzoekers betwijfelen sterk of de schrijver(s) überhaupt Johannes heette(n).
Twee van de brieven beweren te zijn geschreven door Simon Petrus, een van de twaalf apostelen van Jezus. De tweede brief spelt Simeon Petrus; waarschijnlijk is dit een (over)schrijffout. De meeste moderne onderzoekers denken dat de tweede brief zeer waarschijnlijk niet door Petrus is geschreven, omdat de brief waarschijnlijk begin 2e eeuw is geschreven, toen Petrus allang dood was. Maar over de eerste brief zijn de meningen meer verdeeld; sommigen menen dat deze brief authentiek is.
In een brief noemt de auteur zichzelf enkel Jakobus. Het is onbekend om welke Jakobus het gaat. Er zijn verschillende traditionele christelijke interpretaties van andere nieuwtestamentische teksten die deze Jakobus identificeren als een broer van Jezus, al worden deze redeneringen bekritiseerd door moderne onderzoekers, omdat de auteur zelf geen familiale band met Jezus aangeeft.
Een soortgelijk probleem doet zich voor bij de brief van Judas: de schrijver noemt zichzelf een broer van Jakobus, maar welke Jakobus is niet duidelijk. Volgens sommige christelijke tradities is dit dezelfde Jakobus als auteur van de Brief van Jakobus, die een broer van Jezus zou zijn; derhalve zou deze Judas ook een broer van Jezus zijn, ook al geeft hij zulks geheel niet duidelijk aan in zijn tekst. Volgens Clemens van Alexandrië (ca. 200) noemt de schrijver zich uit nederigheid "broer van Jakobus". De kerk noemde de twee "broeders des Heren", maar zij zichzelf niet. Er zijn veel argumenten die er voor pleiten, dat de brief uit de na-apostolische periode stamt. Hegesippus vertelt dat twee kleinzonen van Judas terecht stonden voor keizer Domitianus, bisschop waren en leefden tot de regering van keizer Trajanus. In dat geval is Judas een veel jongere broer geweest van Jezus. Als hij vijftien jaar jonger was, geboren rond AD 10, zou hij zijn brief op hoge leeftijd hebben kunnen schrijven.
Met uitzondering van de twee brieven van Petrus, die mogelijk allebei pseudepigrafen zijn, zijn de zeven katholieke brieven dus aan de canon van het Nieuwe Testament toegevoegd, omdat vroege kerkvaders de anonieme brieven toeschreven aan belangrijke mensen, en de brieven geschreven door mensen, die dezelfde naam hadden als belangrijke mensen, toeschreven aan die belangrijke mensen.:4:18